# 伊塔巴波阿纳河畔邦热苏斯
伊塔巴波阿纳河畔邦热苏斯是巴西里约热内卢州的一个市镇。总面积598.401平方公里，总人口35303人，人口密度59人/平方公里。